# Rust (videogioco)
Rust è un videogioco d'azione sviluppato da Facepunch Studios. Distribuito in accesso anticipato su Steam, il gioco è stato pubblicato nel gennaio 2018. Annunciate nel 2019, le versioni per console PlayStation 4 e Xbox One sono state sviluppate da Double Eleven e distribuite nel maggio 2021.

## Modalità di gioco
Rust è un videogioco multigiocatore in prima persona basato su Minecraft.

## Accoglienza
Nelle prime due settimane in accesso anticipato, Rust ha venduto oltre 150 000 copie. Secondo i dati diffusi da Facepunch Studios, al 2021 il gioco ha venduto 12,5 milioni di copie.